# 2001년 전주국제영화제
제2회 전주국제영화제는 2001년 4월에 개최된 영화제이다. 전북대학교 삼성문화관에서 개최되었으며 사회자는 염정아이다.

## 수상 및 후보

### 우석상
- 정오의 낯선 물체 - 아피찻퐁 위라세타쿤 수상
- 이것은 나의 달 - 아소카 한다가마 수상

### JIFF 최고인기상
- 센과 치히로의 행방불명 - 미야자키 하야오 수상
- 북경자전거 - 왕 샤오슈아이 수상

### JJ-Star상
- 벨기에 인의 성 생활 - 쾌락과 히스테리에 관하여 - 얀 버쿼이 수상
- 언제나 변함없는 여왕 - 토드 버로우 수상

### 온고을 단편영화상
- 오후 - 장명우 수상

### 디지털 삼인삼색
- 공공장소 - 지아장커
- 디지토피아 - 존 아캄프라
- 신과의 대화 - 차이밍량

### 월드 시네마스케이프
- 고다르 - 영화의 역사 - 장 뤽 고다르
- 남색팔월 - 알렉스 라이
- 돌체 - 알렉산더 소쿠로프
- 라이방 - 장현수
- 러브 컴 다운 - 클레먼트 버고
- 바다 너머 - 토니 펨버튼
- 베크마이스터 하모니즈 - 벨라 타르
- 벤자멘타 연구소 - 스티븐 퀘이 외1명
- 벵고 - 토니 갓리프
- 북경 자전거 - 왕 샤오슈아이
- 상그라도 - 레오나르도 엔리케스
- 서양경 - 후안
- 아름다운 빈랑나무 - 린 쳉성
- 아모레스 페로스 - 알레한드로 곤잘레스 이냐리투
- 안녕, 나의 1948 - 관후
- 옐로우 카드 - 존 리버
- 오테사넥 - 얀 슈반크마이에르
- 운명의 해 - 시에 페이
- 위험한 드라이브 - 유국창
- 유리처럼 투명한 - 시아 강
- 진저 스냅 - 존 포세트
- 칠흑같은 밤 - 올레그 코발로프
- 카프카 - 편린 - 크리스챤 프로쉬
- 피아스코 - 라그나 브라가손

### 코리안시네마
- 남산에 오르다 - 김은경
- 누가 예수를 죽였는가? - 우민호
- 뉴스데스크 - 허종호
- 다찌마와 리 - 류승완
- 단심 - 오청근
- 돌고 돌고 - 노진성
- 로맨스 뽀뽀 - 김동원
- 명동 44번지 - 고영남
- 명동 잔혹사 - 변장호 외2명
- 뮤직 언더 뉴욕 - 박원영
- 새천년 건강 체조 - 권경원
- 신성 가족 - 신동일
- 어느 기다림 - 이정화
- 오후 - 장명우
- 외계의 제19호 계획 - 민동현
- 우스꽝스러운 그림 이야기 - 이걸기
- 으랏차차! - 여인광
- 장군의 아들 - 임권택
- 저 푸른 초원 - 류승진
- 케이지 - 김정환
- 큐빅 - 김봉유
- 팔도 사나이 - 김효천
- 호모 파베르 - 윤은경 외1명
- 홈 비디오 - 김성호
- 누가 예수를 죽였는가? - 이석근

### 시네마페스트 불면의 밤
- 그래피티 베리떼 3 - 밥 브라이언
- 코뮌 - 피터 왓킨스
- 돌아 보라, 혹은 돌아 보지 마라 - 저스틴 라이스 외1명
- 돌아보지 마라 - D.A. 페네베이커
- 디지털 하드코어+필립 바이러스 라이브 비디오 믹싱 - 필립 바이러스
- 판타스틱 플래닛 - 르네 랄루
- 타임 마스터 - 르네 랄루
- 얼음 요정의 나라 - 가이 매딘
- 코핀 조 - 오늘 밤 네 영혼을 지배하리라 - 호세 모지카 마린스

### 마스터 클래스
- 두 개의 파업 - 허은광 외1명

### 아시아 인디영화 포럼
- 강과 나 - 정문당
- 강령 - 구로사와 기요시
- 국화차 - 진 첸
- 길 위에서 - 최재은
- 나의 누이 데브리 - 카비타 란케쉬
- 데드 오어 얼라이브 - 범죄자 - 미이케 다카시
- 도시의 낙원 - 탕 따 니엔
- 러쉬 - 제제 타카히사
- 로지예 - 아오야마 신지
- 사하비가 - 장지용
- 성시비행 - 민첸 황
- 루쉐창
- 순수한 사건 - 홍지육
- 이것은 나의 달 - 아소카 한다가마
- 인간 합격 - 구로사와 기요시
- 일요일은 끝나지 않는다 - 요이치로 다카하시
- 정오의 낯선 물체 - 아피찻퐁 위라세타쿤
- 지옥의 경비원 - 구로사와 기요시
- 천국에서 온 사내들 - 미이케 다카시
- 카리스마 - 구로사와 기요시
- 혹성궤적 - 장위웅

### 애니메이션 비엔날레
- 써클 - 오스카 피싱어

### 다큐멘터리 비엔날레
- 뉴스 파괴 - 폴 오코너
- 87에서 89로 전진하는 노동자 - 이은 외1명
- 고추 말리기 - 장희선
- 국철 노동자, 겨울 이야기 - 마츠바라 아키라
- 그날은 왔다 - 유진 리처드
- 깡순이, 슈어 프로덕츠 노동자 - 이상인
- 낮은 목소리 2 - 변영주
- 노동자 뉴스 1호 - 노동자 뉴스 제작단
- 돌아갈 수 없는 시간들 - 안나 마티직
- 두밀리 - 새로운 학교가 열린다 - 홍형숙
- 레드 헌트 - 조성봉
- 록, 종이, 미사일 - 페이퍼 타이거
- 맨해티틀란 연대기 - 펠리페 갈린도
- 민들레 - 경순 외1명
- 백만인의 신세 타령 - 마에다 켄지
- 변방에서 중심으로 - 홍형숙
- 볼링 즐기기 - 더스틴 보헤르만
- 부유하는 섬들 - 천 싱잉
- 산에서 부는 폭풍 - 페이퍼 타이거
- 상계동 올림픽 - 김동원
- 서 47번가 - 빌 리히텐슈테인
- 세계는 지금, 우리는 지금 - 이지영
- 세계를 뒤흔든 5일, 시에틀 투쟁 - 페이퍼 타이거
- 어둠을 뚫고 태양이 솟을 때까지 - 구로항쟁의 진상을 밝힌다 - 이상빈
- 어머니의 보랏빛 수건 - 김태일
- 언더커런츠 4 - 언더커런츠
- 여성 감옥 - 헬가 라이데마이스터
- 열대야 - 이근호
- 유괴 - 폴 베스터
- 은행 부수기 - 페이퍼 타이거
- 이것이 바로 민주주의! - 릭 롤리 외1명
- 이즈라 - 소니아 파스텍챠
- 죽음과 희망의 계절 - 라 요한슨
- 천안문 광장의 태양 - 수이 보 왕
- 체인 카메라 - 커비 딕
- 캐스팅 - 엠마누엘 핀키엘
- 태양의 딸 - 아니타 킬리
- 판놀이 아리랑 - 박광수 외3명
- 폴란드 작은 마을 - 소니아 브릿지
- 프라하 봉기 - 프라하 봉기
- 하이브리드 - 몬티스 맥콜럼
- 이-드림스 - 진원석
- W/O - 하세이 코흐키
- 오프 밸런스 - 토가시 신

### N-비전
- 골디 - 존 아캄프라
- 그것은 인생 - 아르투로 립스타인
- 깁스 걸 - 시오타 아키히코
- 루이 암스트롱의 멋진 세계 - 존 아캄프라
- 립스 투 립스 - 아미르 무하마드
- 마야 - 비샬 반다리
- 스토커 - 존 아캄프라
- 아이 케이 유 - 쇼이치 슈고쿠
- 언제나 변함 없는 여왕 - 토드 베로우
- 오큘레이션 프로젝트 - 마르타 콜번
- 작은 기적 - 케네스 바이
- 젠더너츠 - 모니카 트루트
- 지상 낙원 - R. V. 라마니
- 징후와 불안 - 조나단 노지터
- 커팅 - 브람 스메이어스 외1명
- 벨기에 인의 성 생활 - 쾌락과 히스테리에 관하여 - 얀 부쿼이
- 퍽랜드 - 호세 루이스 마르께즈

### 오마주
- 릴리 마를렌 - 라이너 베르너 파스빈더
- 마기노 마을의 전설 - 오가와 신스케
- 마기노 이야기 - 양잠편 - 오가와 신스케
- 마리아 브라운의 결혼 - 라이너 베르너 파스빈더
- 사계절의 상인 - 라이너 베르너 파스빈더
- 너희가 나를 사랑하기만을 - 라이너 베르너 파스빈더
- 산리츠카 - 오월의 하늘 - 오가와 신스케
- 산리츠카 - 이와야마에 철탑이 세워지다 - 오가와 신스케
- 산리츠카 - 제2요새의 사람들 - 오가와 신스케
- 산리츠카 - 제3차 강제 측량 저지 투쟁 - 오가와 신스케
- 산리츠카 - 헤타 마을 - 오가와 신스케
- 13달인 어느 해에 - 라이너 베르너 파스빈더
- 영화 만들기와 마을로 가는 길 - 오가와 신스케
- 왜 R씨는 미쳐 날뛰는가? - 라이너 베르너 파스빈더
- 일본국 후루야시키 마을 - 오가와 신스케
- 일본해방전선, 산리츠카의 겨울 - 오가와 신스케
- 일본해방전선, 산리츠카의 여름 - 오가와 신스케
- 저주의 신들 - 라이너 베르너 파스빈더
- 양지로의 여행 - 라이너 베르너 파스빈더
- 제3세대 - 라이너 베르너 파스빈더
- 중국식 룰렛 - 라이너 베르너 파스빈더
- 카젤마허 - 라이너 베르너 파스빈더
- 쿼렐리 - 라이너 워너 파스빈더
- 페트라 폰 칸트의 쓰디쓴 눈물 - 라이너 베르너 파스빈더
- 폭스와 그의 친구들 - 라이너 베르너 파스빈더
- 에피 브리스트 - 라이너 베르너 파스빈더

### 스페셜 포커스 - 특별전
- 01년 - 자크 드와이옹
- 1983년 - 최효진
- 감자 Vs. 바나나 - 조영순
- 구경 거리의 사회 - 기 드보르
- 그녀에 대해 알고 있는 두세 가지 것들 - 장 뤽 고다르
- 나의 작은 연인들 - 장 외스타슈
- 돈생돈사 - 김준성
- 붉은 대기 - 크리스 마르케
- 서른 살의 죽음 - 로맹 구필
- 솔로 - 장-피에르 모키
- 영화를 만들자 - 유현민 외2명
- 좀비 학교 대탈출 - 노준형
- 중국 여인 - 장 뤽 고다르

### 천사들의 비상
- 장 피에르 토른
- 토크 투 힘 - 김동한
- 투쟁하고 승리하리라 - 장 피에르 토른
- 폭발 직전의 게토 - 장-프랑소와 리셰
- 뉴 형제 - 임성구
- 금기 - 박지혜

### 스페셜 포커스 - 회고전
- 기 마댕 - 여명을 기다리며 - 노암 고닉
- 내겐 오직 파스빈더뿐 - 로자 폰 프라운하임
- 사랑만 원하는 건 아냐 - 한스 귄터 플라움
- 코핀 조 - 호세 모지카 마린스의 기이한 세계 - 앙드레 바신스키 외1명
- 파졸리니 지금 - 지안뤼기 토가폰도
- 헌정 - 바바라 해머